# Реуцел (ручей)
Реуцел (рум. Răuțel) — ручей в Молдавии, правый приток Реута. Длина ручья — 28 км. Площадь водосборного бассейна — 216 км².
Ихтиофауна ручья Реуцел в окрестностях города Бельцы бедна и представлена следующими видами: пескарь, бычок-цуцик, серебряный карась.
В бассейне ручья Реуцел имеется множество родников и артезианских колодцев. Вода в ручье содержит повышенное количество солей.